# Zonalnyy (huyện)
Huyện Zonalnyy (tiếng Nga: ? райо́н) là một huyện hành chính tự quản (raion), của Vùng Altai, Nga. Huyện có diện tích 1641 km², dân số thời điểm ngày 1 tháng 1 năm 2000 là 37500 người. Trung tâm của huyện đóng ở Zonal'noye.